# AppArmor
AppArmor — програмний інструмент попереджувального  захисту, заснований на політиках безпеки (відомих також як профілі (англ. profiles)), які визначають, до яких системних ресурсів і з якими привілеями може отримати доступ той чи інший додаток. У AppArmor включений набір стандартних профілів, а також інструменти статичного аналізу та інструменти, засновані на навчанні, що дозволяє прискорити і спростити побудову нових профілів.

## Історія
Спочатку програма була розроблена компанією Immunix. Після її придбання компанією  Novell інструмент був відкритий під ліцензією GNU GPL і включений в openSUSE. Пізніше адаптований для Ubuntu.
В кінці літа 2008 року Рассел Кокер, один із авторів SELinux, виказав думку, про те що AppArmor є безперспективним, пояснивши це тим, що навіть в openSUSE з'являється підтримка аналогічного і більш популярного рішення — SELinux. Однак незабаром розробку AppArmor продовжив співробітник Canonical, а в липні 2010 року було оголошено про те, що AppArmor увійде до складу Linux-ядра версії 2.6.36. В травні 2013 року підтримка інструменту була впроваджена в Debian 7 Wheezy.